# تیلت‌روتور

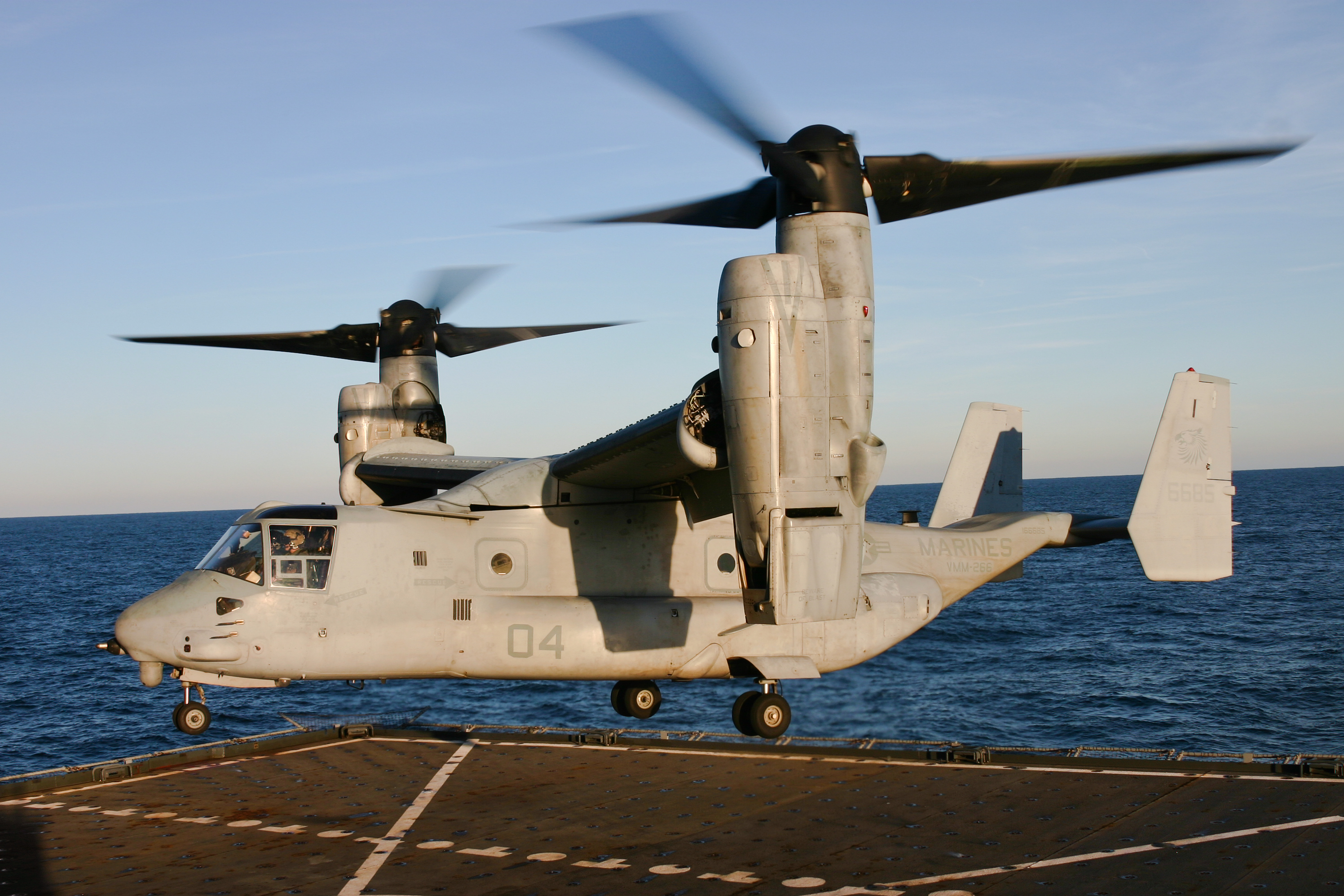
وی-۲۲ آسپری نخستین کج‌پروانه نظامی دنیا که طراحی آن از سال ۱۹۸۱ شروع شد و در سال ۲۰۰۷ به ارتش ایالات متحده پیوست

کَج‌پَروانه یا تیلت‌روتور (Tilt-rotor)‌ نوعی هواپیمای عمودپرواز است که با یک یا چند چرخانه که تا حدود ۹۰ درجه دَوران می‌کنند، از زمین برمی‌خیزد.
کج‌پروانه هواگردی است که نیروی بَرا و پیشران آن از طریق یک یا چند ملخ نصب شده بر روی یک بال ثابت تأمین می‌شود. چنین هواگردهایی هم قابلیت برخاست و فرود عمودی بالگردها را دارند و هم سرعت و برد پروازی آنها در سطح هواپیماهای متعارف است.

## تعریف
بخش گرداننده ملخ اصلی بالگرد است که باعث ایجاد نیروی بالابرنده یا پایین آورنده می‌شود.
این بخش، بخش متحرک و گردان موتورهای الکتریکی می‌باشد.

## تاریخچه
تاریخچه به وجود آمدن گردنده، همان تاریخچه به وجود آمدن موتور الکتریکی است.
اولین بار در ۱۸۳۰ ساخته شدند و نمونه نخست ان توسط توماس دیونپورت (به انگلیسی:Thomas Davenport) ساخته شد؛ و بعد از آن در طی زمان توسط افراد زیادی توسعه یافت. نخستین هواگرد با موتور درون‌سوز که دارای این فناوری بود، هیلر ایکس-۱۸ نام داشت.

## بخش‌ها
گرداننده‌ها شامل سه بخش اصلی می‌باشند:۱-تیر ۲-کاسه چرخ ۳-پره‌ها (ملخ‌ها).
1. تیر (به انگلیسی:mast) :قسمتی توخالی که موقع اوج گرفتن یا فرود آمدن طول ان زیاد یا کم می‌شود و توسط جعبه دنده بالگرد کنترل می‌شود.
2. کاسه چرخ (به انگلیسی:hub): قسمتی کاسه مانند است که روی تیر قرار می‌گیرد و نقش متصل کردن پره‌ها به تیر را بر عهده دارد.
3. پره‌ها (به انگلیسی:rotor blades) :نقش اصلی تأمین نیروی بالا/پایین آورنده را دارند و معمولاً تعداد آنها عددی زوج می‌باشد.

## انواع
۱-صلب (به انگلیسی: rigid): این نوع گرداننده‌ها به ظاهر ساده اند اما نسبت به دو نوع دیگر ساختار پیچیده تری دارند.
این سیستم شباهت زیادی به نوع مفصل دار دارد و تنها تفاوت ان با سیستم مفصل دار، نقطه اتصال ان به کاسه چرخ ثابت است.
اگرچه در این سیستم پره‌ها نمی‌توانند جلو/عقب یا بالا/پایین بروند اما همچنان حول محور اصلی خود تغییر زاویه می‌دهند و همین
عمل تنظیم نیرو را انجام می‌دهد. این سیستم متداول تر است زیرا به دلیل اتصال بدون مفصل و در نتیجه ثابت پره‌ها به کاسه چرخ،
در آشفتگی‌های هوا و زمانی که ضربات شدید (در اثر پدیده ای مانند طوفان) به بالگرد وارد می‌شود، نیرو به‌طور یکنواخت تری پخش شده
و تعدل بهتر حفظ میشودو در نتیجه مقاومت بیشتری نشان داده و بهتر عمل می‌کند.
علاوه بر ان، طراحی و ساخت و نگهداری این سیستم نسبت به دو نوع دیگر اسانتر می‌باشد.
۲-نیمه صلب (به انگلیسی: semirigid): معمولاً از دو پره که به کاسه چرخ متصل می‌شوند ساخته می‌شود. کاسه چرخ نیز آزادانه با تیر می‌چرخد،
در ای صورت دو پره به‌طور یکنواخت و با هم می‌چرخند طوری که انگار یک پره می‌چرخد. همچنین در این نوع، پره‌ها علاوه بر تغییر زاویه با صفحه افقی که
در نوع صلب نیز وجود دارد می‌توانند جلو/ عقب یا بالا/ پایین (همانند بال پرندگان در زمان بال زدن) نیز بشوند که ترکیب این سه حرکت،
چابکی و سرعت خوبی در تغییر جهت را به بالگرد می‌دهد. با وجود این برتری، در صورت آشفتگی هوایی و ضربات ناشی از تغییر سریع شرایط،
این گردنده نمی‌تواند در زمان مناسب، تیر را بالا و پایین ببرد و در نتیجه پرواز بالگرد دچار اختلال می‌شود.
۳-مفصل دار (به انگلیسی: fully rigid): در این نوع سیستم علاوه بر حرکات جلو/عقب یا بالا/پایین رفتن و تغییر زاویه، نقطه اتصال پره‌ها نیز به وسیله یک
تیرک تعبیه شده در داخل کاسه چرخ بالا و پایین می‌رود که انعطاف بیشتری به حرکات می‌دهد. این مدل نیز مانند مدل نیمه صلب در برابر آشفتگی هوایی
آسیب‌پذیر می‌باشد. این مدل بیشتر در بالگردهایی با بیش از دو پره به کار می‌رود.